# Calais
Calais (wymowaⓘ [kalɛ]) – miasto i gmina w północnej Francji, w regionie Hauts-de-France, w departamencie Pas-de-Calais, położone nad Cieśniną Kaletańską.

## Dane ogólne
Według danych na 2010 r. gminę zamieszkiwało 73 636 osób, a gęstość zaludnienia wynosiła 2198 osób/km² (wśród 77 gmin regionu Nord-Pas-de-Calais Calais plasuje się na 4. miejscu pod względem liczby ludności, natomiast pod względem powierzchni na miejscu 10.). Calais dzieli się na 13 dzielnic: Beau Marais, Cailloux, Calais-Nord, Courgain Maritime, Fontinettes, Fort-Nieulay, Gambetta, Nouvelle-France, Mi-Voix, Petit Courgain, Plage, Pont-du-Leu, Saint-Pierre.

## Historia
Calais założono w X wieku. W 1347 r., w czasie wojny stuletniej, zostało zdobyte przez Anglików, po jedenastomiesięcznym oblężeniu (miasto skapitulowało 3 sierpnia 1347). Zajęcie Calais przez Anglików potwierdzono na mocy pokoju z Brétigny w 1360 r.. Od tego czasu stało się ważnym ośrodkiem handlu wełną angielską. Od 1558 r. we władaniu Francji, z wyjątkiem lat 1596–1598, gdy było zajęte przez Hiszpanię. W czasie II wojny światowej w Calais znajdowały się główne umocnienia Wału Atlantyckiego. Niemcy przez dłuższy czas wierzyli, że inwazja w Normandii to akcja mająca odwrócić ich uwagę od sił alianckich mających zaatakować Calais. Zniszczone w 1944 r. miasto zostało odbudowane po zakończeniu działań militarnych.
Calais było tradycyjnym ośrodkiem wyrobu koronek i tiulu. W mieście mają swoje siedziby muzea. Zachowały się ruiny gotyckiego kościoła Notre Dame z XIV–XV wieku. Przed ratuszem znajduje się pomnik Mieszczanie z Calais autorstwa Auguste’a Rodina.
Obecnie Calais jest najważniejszym portem pasażerskim Francji. Z jego brzegu widać Wielką Brytanię.

## Demografia
Wzrost liczby ludności Calais od 1962 r.

## Przemysł
Miasto jest dużym ośrodkiem przemysłu włókienniczego, maszynowego, elektrotechnicznego, spożywczego i chemicznego.

## Transport
Calais to portowe miasto w północno-wschodniej Francji. Z jego brzegu widać Wielką Brytanię, przez to mają tu swój początek linie promowe do Wielkiej Brytanii. W pobliżu miasta jest początek Eurotunelu pod kanałem La Manche.
W mieście znajdują się trzy stacje kolejowe: Gare de Calais-Ville (w centrum miasta), Gare de Calais-Fréthun oraz Gare des Fontinettes.

## Miasta partnerskie
| Miasto   | Państwo         | Rok podpisania umowy |
| -------- | --------------- | -------------------- |
| Duisburg | Niemcy          | 1964                 |
| Wismar   | Niemcy          | 1971                 |
| Ryga     | Łotwa           | 1976                 |
| Braiła   | Rumunia         | 2002                 |
| Dover    | Wielka Brytania | 1973                 |